# Френсіс Пресервед Лівенворт
Френсіс Пресервед Лівенворт (англ. Francis Preserved Leavenworth; 3 вересня 1858, Маунт-Вернон, Індіана — 12 листопада 1928, Сент-Пол, Міннесота) — американський астроном. Разом із Френком Мюллером та Ормордом Стоуном відкрив велику кількість об'єктів далекого космосу, які увійшли до Нового загального каталогу (NGC/IC). Вони використовували 26-ZollRefraktor в обсерваторії Мак-Корміка Вірджинського університету в Шарлотсвіллі.